# Chiloscyllium arabicum
La Pintarroja colilarga arábiga (Chiloscyllium arabicum) es una especie de elasmobranquio orectolobiforme de la familia Hemiscylliidae.